# Codringtonia acarnanica
Codringtonia acarnanica é uma espécie de gastrópode da família Helicidae
É endémica de Grécia.